# ساكن محمد قاسم (مكيراس)

تعديل مصدري - تعديل

ساكن محمد قاسم هي إحدى قرى عزلة مكيراس بمديرية مكيراس التابعة لمحافظة البيضاء، بلغ تعداد سكانها 31 نسمة حسب تعداد اليمن لعام 2004.